# Scicli
Scicli település Olaszországban, Szicília régióban, Ragusa megyében. Lakosainak száma 26 854 fő (2023. január 1.). Scicli Modica és Ragusa községekkel határos.

## Népesség
A település lakossága az elmúlt években az alábbi módon változott:
| Lakosok száma | 27 077 | 27 051 | 26 854 |
|               | 2015   | 2018   | 2023   |